# Rosemarie Fleck
Rosemarie Fleck geborene Sachse (* 5. September 1921 in Halle an der Saale; † 13. Januar 2019 in Fockbek) war eine deutsche Politikerin (SPD).

## Leben
Rosemarie Fleck wuchs in Leipzig auf. Sie war verheiratet und hatte einen Sohn. Nach einem Studium der Wirtschaftswissenschaften an der Universität Leipzig und dem Institut für Weltwirtschaft in Kiel sowie Promotion (Zur Frage der amerikanischen Stahlkapazität) war sie zwei Legislaturperioden (1967–1975) Mitglied des Schleswig-Holsteinischen Landtages für die SPD (jeweils über die Landesliste), und zeitweise im Landtagspräsidium.
Fleck kam über die politischen Verbindungen ihres Ehemanns Rudolf Fleck Mitte der 1960er Jahre zur Politik und wurde vom damaligen Fraktionschef und Oppositionsführer Jochen Steffen gefördert. Sie war Mitbegründerin der Arbeitsgemeinschaft sozialdemokratischer Frauen in Schleswig-Holstein. Der Politik den Rücken kehrte Fleck aus familiären Gründen nach acht Jahren. Auch ihre Ehrenämter im sozialen Bereich, u. a. beim DRK Schleswig-Holstein und Kieler Stadtkloster, gab sie nach und nach ab. 2016 ehrte die SPD Schleswig-Holstein Rosemarie Fleck mit der Willy-Brandt-Medaille. 
Ihre Erfahrungen und Erlebnisse hat Fleck nach Ausscheiden aus der Politik in einem Buch verarbeitet (Die Frau Abgeordnete hat das Wort). Besondere öffentliche Aufmerksamkeit erhielt sie u. a. für ihre kritische Haltung zur Verleihung von Orden an bezahlte Berufspolitiker und hauptamtliche Verbands-Funktionäre und für ihre Initiative zur Einrichtung eines Untersuchungsausschusses zu Missständen in der Kieler Universitätsfrauenklinik.